# Entomacrodus nigricans
Entomacrodus nigricans és una espècie de peix de la família dels blènnids i de l'ordre dels perciformes.

## Morfologia
- Els mascles poden assolir 10 cm de longitud total.[1][2]

## Reproducció
És ovípar.

## Alimentació
Menja principalment algues.

## Depredadors
És depredat per Caranx ruber.

## Hàbitat
És un peix marí de clima tropical i associat als esculls de corall que viu entre 0-6 m de fondària.

## Distribució geogràfica
Es troba des de Bermuda, les Bahames i el sud de Florida (Estats Units) fins al nord de Sud-amèrica.